# Hem

A hem B szerkezete

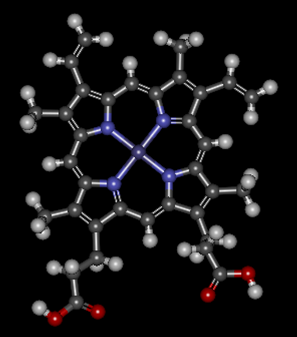
A hem B molekulamodellje

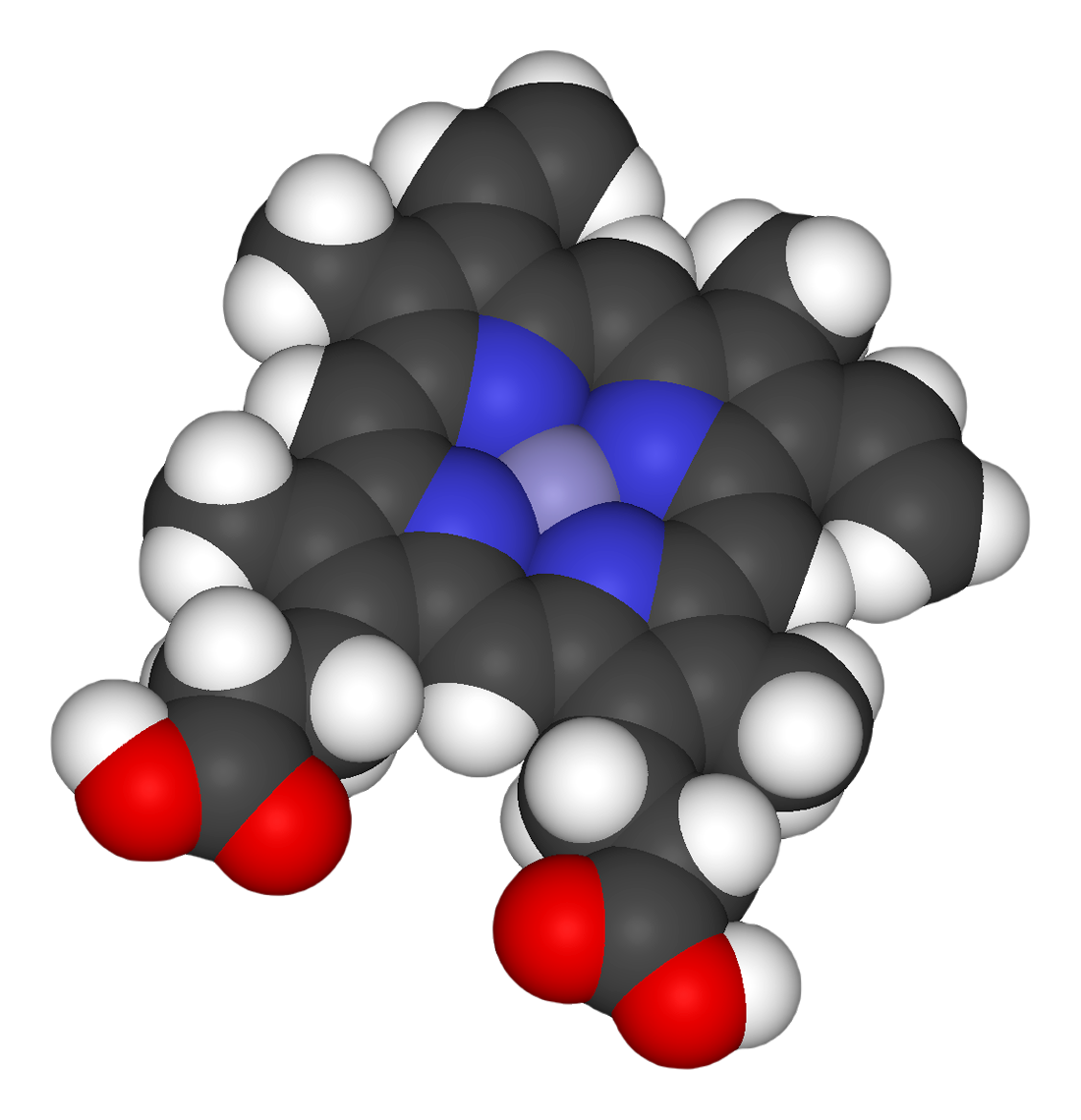
A hem B molekulamodellje

A hem makromolekulát négy pirrolgyűrű alkotja, melyek metenil-hidakkal kapcsolódnak egymáshoz (porfirin-váz), a pirrolgyűrűk nitrogénatomjai pedig kétértékű vasionokkal (Fe2+) alkotnak komplexet.
A hem kapcsolódhat globin nevű fehérjéhez, ezt a szerkezetet találjuk meg a vörösvértestekben (hemoglobin), de felépíthet más makromolekulákat is, például katalázok, citokrómok.

## Bioszintézise
Hem-szintézisre minden sejt képes, ez mégis a legintenzívebben a vörös csontvelőben és a májban zajlik.
A szintézis kiinduló lépése egy molekula szukcinil-koenzim-A és glicin kondenzációja, ami delta-aminolevulinsavat eredményez. Ez továbbalakul porfobilinogénné. Ezek a lépések a sejt mitokondriumában zajlanak. A szintézis a citoszolban folytatódik, ahol négy molekula porfobilinogénből egy lineáris tetrapirrol jön létre. Ez a lineáris molekula enzimatikus folyamatok segítségével záródik, majd oxidációs lépésekkel protoporfirin keletkezik, melyhez a ferrokelatáz nevű enzim építi be a kétértékű vasiont. Ezzel a záró lépéssel jön létre a hem, a szintézis a mitokondriumban fejeződik be.

## Lebomlás
A vörösvértestek átlagos életideje 120 nap, az elöregedett vörösvértestek a lépben bomlanak le. A hem eloxidálódásának első lépése, hogy a vasion disszociál a molekuláról, a globin pedig enzimatikusan lebomlik. Enzimek segítségével, a gyűrűs szerkezet megtartásával a hemből először biliverdin, majd bilirubin lesz. Előbbi zöld, utóbbi sárga színű. A bilirubin a vérbe kerül, és albuminhoz kötve a májba szállítódik. A májban a glukuronát-transzferáz enzim kettő cukormolekulát kapcsol a bilirubinra, ettől oldhatósága megnő, és az epével szabadon kiválasztódhat (ezért is hívják a porfirineket epefestékeknek). Az epével a bélbe került bilirubin tovább redukálódik, urobilinogén keletkezik. Ez vagy továbbalakul a bélben, és szterkobilin formájában a széklettel ürül, vagy oxidációval urobilinné válik, és a vesén keresztül a vizeletbe választódik. A szterkobilin adja a széklet barna, az urobilin pedig a vizelet sárga színét.

## Anyagcsere-zavarok
Mind a lebomlás, mind a szintézis enzimeinek károsodása súlyos kórképeket vonhat maga után. Az elégtelen porfirin-anyagcsere által okozott betegség a porphyria.
A szintézis során felhalmozódó anyagok (δ-aminolevulinsav, uroporfirinogén) idegrendszeri károsodásokat okoznak. Az uroporfirinogént a látható fény (400 nm) reaktívvá teszi, a reaktív uroporfirinogén pedig súlyos bőrkárosodásokat okoz (fényérzékenység).
Jól ismert kórkép a sárgaság (icterus), amikor bilirubin rakódik le a bőrben és a szem ínhártyájában. Az újszülöttkori sárgaság csak részben tekinthető betegségnek: oka a máj fejletlensége, ami még kevés UDP-glukuronil-transzferázt szintetizál, ezért a bilirubin nehezebben választódik ki, és a felesleg lerakódik. Terápiásan alkalmazható a kékfényes besugárzás, mert a kék fény a bilirubint lebontja.
Nehézfémek, például az ólom, blokkolhatják a hem-szintézis enzimeit, így károsítva a vérképzést.

## További információ
- Interaktív 3D modell Archiválva 2020. április 23-i dátummal a Wayback Machine-ben